# 納日姆湖
60°25′54″N 35°22′45″E / 60.431636°N 35.379265°E
納日姆湖（俄语：Нажмозеро），是俄羅斯的湖泊，位於該國西北部，由沃洛格達州負責管轄，處於巴巴耶沃區西北部，面積3.8平方公里，海拔高度242米，湖岸線長度16.6公里。